# 見附市立南中学校
見附市立南中学校（みつけしりつみなみちゅうがっこう）は、新潟県見附市名木野町にある市立中学校。

## 概要
生徒が前面に立った地域ぐるみの教育。

## 沿革

### 経緯
1979年に上北谷中学校と北谷中学校と見附中学校の一部が統合して誕生した。校舎は名木野小学校（1975年に現校舎に移転）の跡地に建設され、現在に至るまで使用されている。

### 年表
- 1979年4月1日 - 見附市南中学校を創立。
- 1979年4月5日 - 開校式並びに入学式を挙行。
- 1980年3月4日 - 校歌制定。
- 1982年7月 - 校旗を樹立。
- 2004年7月13日 - 平成16年7月新潟・福島豪雨。
  - 南中学校も体育館が避難所となったが間もなく浸水し、避難していた周辺住民は上階の特別教室への移動を余儀なくされた。当日は給食までで授業を中断とするまでは通常の授業が行われており、生徒の約半数とほとんどの職員も帰宅できず校舎内に取り残された。グラウンドも土が流失するなどして復旧工事が終わるまで使用できなくなった。
- 2004年10月23日 - 新潟県中越地震発生。
  - 見附市内では震度5強を観測した。校舎自体は大きな損傷を免れたものの、棚やパソコンなど多くの備品が落下・転倒した。地震発生当時南中学校では文化祭を翌日に控えており前日準備を終えたばかりであったが、地震の発生を受け中止とされた。
  - 例年積雪期のみ運行される上北谷地区へのスクールバスは通学路の損壊などのためこの年の運行開始を前倒しすることとなった。
- 2004年11月 - 7.13水害復旧工事（校舎）、グラウンド改修工事。
- 2007年7月16日 - 新潟中越沖地震発生。

## 教育方針

### 教育目標
- 自主・協和・錬磨

## 校歌
- 見附市立南中学校校歌
  - 作曲 久住和麿
  - 作詞 中俣明

## 校章
アルファベットの「M」を円形に3つ配置し、その中央に「中」の字を配したデザイン。Mは「南」の頭文字であり、3つあるのは前身の3校を表している。

## 行事
- 4月 - 新入生オリエンテーション、新任式、1学期始業式、入学式
- 5月 - 生徒総会、中間テスト
- 6月 - 市内各種大会、期末テスト
- 7月 - 中越各種大会、芸術鑑賞教室、1学期終業式、県総体、サマースクール
- 8月 - サマースクール、広島派遣、北信越大会、2学期始業式
- 9月 - 体育祭、三市南蒲親善大会
- 10月 - 中間テスト、地域貢献活動、誠友祭（文化祭）、合唱コンクール
- 11月 - 期末テスト
- 12月 - 2学期終業式、冬期セミナー
- 1月 - 3学期始業式
- 2月 - 公立推薦入試、学年末テスト
- 3月 - 卒業式、公立一般入試、修学旅行、3学期終業式、離任式

## 通学区域
#外部リンクを参照。

### 進学前小学校
- 見附市立名木野小学校
- 見附市立田井小学校
- 見附市立上北谷小学校